# Голодні ігри: У вогні
«Голодні ігри: У вогні» (англ. The Hunger Games: Catching Fire) — фільм режисера Френсіса Лоуренса за романом Сюзанни Коллінз «У вогні», сиквел фільму «Голодні ігри». Прем'єра в США відбулася 22 листопада 2013 року, в Україні  — 21 листопада 2013.
Наступні заплановані фільми «Голодні ігри: Переспівниця» Частина I та Частина II.

## Сюжет
Катніс і Піта вижили у страшних Голодних іграх, змусили визнати переможцями їх обох. Але багато хто з тих, кому не подобається перемога, вважають хлопця і дівчину небезпечними. У цих людей вистачає сили й влади, щоб з легкістю вбити Піту і Катніс. Але нікому не під силу їх роз'єднати. Тепер все підлаштовано так, що Піта і Катніс змушені повернутися на черговий тур Голодних ігор. Вони знову опиняться віч-на-віч зі смертю — заради своєї любові, свого майбутнього, своєї надії на щастя.

## Створення
8 серпня 2011 Lionsgate оголосила, що прем'єра екранізації роману «У вогні» відбудеться 22 листопада 2013 року, а основні знімання почнеться у вересні 2012. Для того щоб Дженніфер Лоуренс змогла в січні 2013 розпочати знімання сиквела фільму «Люди Ікс: Перший Клас» — «Люди Ікс: Дні минулого майбутнього», Lionsgate і 20th Century Fox узгодили терміни знімання фільмів.
В листопаді 2011 Lionsgate почала переговори зі сценаристом Саймоном Бофоєм з метою, аби він адаптував роман. 10 квітня 2012 було оголошено, що режисер «Голодних ігор» Гері Росс не буде знімати сиквел у зв'язку з жорстким і твердо встановленим графіком. 19 квітня 2012 було оголошено, що Френсісу Лоуренсу запропонована посада режисера фільму. Відповідно до джерела, знімання екранізації закінчать у грудні 2012. 3 травня 2012 Lionsgate оголосила Френсіса Лоуренса режисером фільму «У вогні». Через два дні стало відомо, що Майкл Арндт веде переговори, щоб переписати сценарій фільму. 24 травня 2012 фільм був перейменований на «Голодні ігри: У вогні». Фільм буде включати епізод, знятий у форматі IMAX.
У липні 2012 було оголошено, що Джена Мелоун зіграє Джоанну Мейсон, Філіп Сеймур Хоффман — Плутарха Хевенсбі, а Аманда Пламмер — Варисту. У серпні 2012 до акторського складу приєдналися Лінн Коен, Алан Рітчсон, Стефані Лі Шлунд, Бруно Ганн, Мета Голдінг, Е.Роджер Мітчел і Марія Хауел в ролі Магз, Блиску, Кашміри, Брута, Енобарії, Рубаки і Сідер відповідно. Також в серпні було офіційно оголошено, що Фінея Одейра зіграє Сем Клафлін. 7 вересня Lionsgate повідомила, що Джеффрі Райт зіграє Біпера.
Знімання фільму розпочали 10 вересня 2012 в Атланті. Після Атланти знімання перемістилося на Гаваї та тривало до 21 грудня 2012. Після різдвяних свят знімання для деяких акторів продовжили ще на два тижні.

## Акторський склад
| Актор                | Роль                    |
| -------------------- | ----------------------- |
| Дженніфер Лоуренс    | Катніс Евердін          |
| Джошуа Гатчерсон     | Піта Мелларк            |
| Ліам Гемсворт        | Гейл Готорн             |
| Вуді Гаррельсон      | Геймітч Абернаті        |
| Елізабет Бенкс       | Еффі Тринькіт           |
| Ленні Кравіц         | Цинна                   |
| Філіп Сеймур Гоффман | Плутарх Гевенсбі        |
| Дональд Сазерленд    | Президент Коріолан Сноу |
| Джеффрі Райт         | Біпер                   |
| Стенлі Туччі         | Цезар Флікермен         |
| Віллоу Шилдс         | Примроуз «Прим» Евердін |
| Сем Клафлін          | Фіней Одейр             |
| Джена Мелоун         | Джоанна Мейсон          |
| Лінн Коен            | Макс                    |
| Аманда Пламмер       | Бариста                 |
| Мета Голдінг         | Енбарія                 |
| Бруно Ган            | Брутс                   |
| Алан Рітчсон         | Глянець                 |
| Стефані Лі Шлунд     | Кашмір                  |
| Тобі Джонс           | Клаудіус Темплсміт      |
| Паула Малкомсон      | Місіс Евердін           |
| Е. Роджер Мітчел     | Рубака                  |
| Марія Гауелл         | Сідер                   |

## Маркетинг
16 листопада 2012, перший трейлер був представлений разом із Сутінки Сага: Світанок — Частина 2 і продемонстрував офіційний логотип та слоган фільму. 11 січня 2013, Entertainment Weekly в одному зі своїх номерів, на обкладинці надрукував зображення Лоуренс, у ролі Кітнісс та Клафлін, у ролі Фінніка, а також кілька кадрів із фільму.

## Музика
У жовтні 2012 року, Джеймс Ньютон Говард, який написав музику до Голодних ігор оголосив, що він працюватиме і над музичним супроводом і до сиквелу. Американська рок-група We the Kings записали пісню під назвою «Мистецтво війни» (англ. The Art of War), і зараз проходять переговори з Lionsgate, щодо додавання її до офіційного саундтреку.

## Продовження
Lionsgate оголосила, що третю книгу із трилогії «Голодні ігри» — Переспівниця, буде екранізовано у двох фільмах. Перша частина вийде на широкі екрани 21 листопада 2014 року, а друга частина 20 листопада 2015 року. 1 листопада 2012 року, було підтверджено, що Френсіс Лоуренс братиме участь у зніманні двох наступних фільмів, які будуть зніматися одночасно. 6 грудня, дворазовий переможець премії Еммі Денні Стронґ оголосив, що він писатиме сценарій до третього та четвертого фільмів.

## Цікавий факт
На місце режисера розглядалися Девід Кроненберг, Альфонсо Куарон, Алехандро Гонсалес Іньярріту і Беннет Міллер.